# Gemini SC-2
| Gemini SC-2                              | Gemini SC-2               |
| ---------------------------------------- | ------------------------- |
| Gemini no. 2 on display                  |                           |
| Beschreibung                             |                           |
| Verwendung:                              | suborbitale Flugerprobung |
| Besatzung:                               | 2 (Kommandant und Pilot)  |
| Abmessungen                              |                           |
| Höhe (Landekapsel mit Kopplungsadapter): | 3,4 m                     |
| Höhe (Geräteeinheit):                    | 2,3 m                     |
| Höhe (gesamt):                           | 5,8 m                     |
| Durchmesser:                             | 3,0 m                     |
| Masse:                                   | 3800 kg                   |

Die Gemini SC-2 (für Space Capsule 2) war die Hardware des zweiten Teils des Gemini-Programms, das von der US Air Force betrieben wurde. Dieses Programm war eine Weiterentwicklung des Gemini-Programms der NASA, wo die Gemini-Raumkapseln jeweils für einen einzigen Raumflug verwendet wurden. Die Gemini-SC-2-Kapsel, hergestellt von McDonnell, war das erste Raumfahrzeug, das erneut verwendet wurde. Es flog in den suborbitalen Missionen Gemini-Titan 2 und der Gemini-B für die Entwicklung einer Raumkapsel für das Manned Orbiting Laboratory. Die Kapsel ist im National Air and Space Museum der Smithsonian Institution in Washington, D.C. ausgestellt.

## Geschichte
Am 19. Januar 1965 wurde die suborbitale Gemini-Titan 2-Testmission mit der zweiten Prototyp-Gemini-2-Kapsel gestartet. Im März 1965 genehmigte die NASA den Transfer der Gemini-SC-2-Kapsel zur USAF, um sie in den ersten Prototyp der Gemini-B-Kapsel umzuwandeln.
Am 3. November 1965 wurde die erste Testmission mit der Gemini-B für das Manned Orbiting Laboratory (MOL) gestartet.  So wurde sie zur ersten Raumkapsel, die zweimal in den Weltraum gelangte.
Die Kapsel wurde als Teil der Sammlung des National Air and Space Museum an die Smithsonian Institution übergeben.
Die Kapsel wurde 2016 in der Allan und Malcolm Lockheed und der Glenn Martin Space Gallery im National Museum of the United States Air Force und 2017 in der Ausstellungshalle des Air Force Space and Missile Museum der USAF ausgestellt.

## Missionsgeschichte
| Flug # | Mission                  | Startdatum       | Start | Landung | Bemerkung                                                         | Referenzen        |
| ------ | ------------------------ | ---------------- | ----- | ------- | ----------------------------------------------------------------- | ----------------- |
| 1      | Gemini-Titan 2           | 19. Januar 1965  |       |         | NASA-Mission                                                      | [ 2 ] [ 3 ] [ 4 ] |
| 2      | Gemini-B MOL Testmission | 3. November 1966 |       |         | USAF-Mission. Erstmalige Wiederverwendung eines Weltraumfahrzeugs | [ 2 ] [ 3 ] [ 4 ] |